# لویاتان سوابی
لویاتان سوابی(نام علمی: Suevoleviathan) نام یک سرده از راسته ماهی‌خزنده‌سانان است.